# Lunar (juegos de rol)
Lunar es el nombre de una serie de videojuegos de rol (RPG) de fantasía producidos por  Game Arts. Demostraron ser muy populares, lo bastante para tener adaptaciones y secuelas en manga, y también fueron lanzados en Norteamérica por Working Designs y Ubisoft. Hecho originalmente para la consola Sega CD, también se han hecho versiones para las consolas Sega Saturn, PlayStation y Nintendo DS. 
Lunar es una aventura típica de fantasía basada en una luna habitable conocida como Lunar, la "Estrella De Plata" que orbita un planeta parecido a la Tierra conocido como la "Estrella Azul". Después de un desastre terrible, una diosa Althena trajo a gente de la Estrella Azul a vivir en Lunar. Las historias de los juegos se enfocan en la vida en Lunar, así como en Althena y sus aliados. La serie es notable por sus temas de romance, música, y humor.

## Trasfondo
Millares de años atrás, un dios llamado Zophar infectó la Estrella Azul con su maldad. Una diosa llamada Althena pudo solamente salvar a una parte de la población. Aunque ella derrotó a Zophar, la Estrella Azul fue hecha inhabitable y no se recuperaría en millares de años. Althena entonces utilizó su magia para convertir a Lunar en un mundo habitable, completo con mares y vida, excepto en su lado oscuro, que seguía siendo estéril. Ella transportó a los sobrevivientes allí, donde podrían prosperar hasta el momento en que la Estrella Azul pueda ser restaurada. 
Althena debe encarnar en forma humana en ciertos períodos, durante los cuales no tiene ninguna memoria de su pasado y es reconocida solamente por su talento de cantar. Por lo tanto ella creó cuatro dragones mágicos para proteger a Lunar. Estos dragones son inteligentes pero no son inmortales; aunque viven por milenios, deben ser substituidos eventualmente por dragones más jóvenes. Además, si un ser humano encuentra todos los dragones y pasa sus pruebas, él o ella ganará una parte de sus energías y se volverá el Dragonmaster ("Amo de Dragones") el campeón más grande de Althena. 
Además de seres humanos, hay otras razas en Lunar: Los Hombres Bestia, que son justo como los seres humanos a excepción de ciertos rasgos animalísticos como el pelaje o los oídos puntiagudos; y la Tribu Vil, una raza malvada desterrada por Althena al lado oscuro de Lunar. Otras características de Lunar incluyen a los Sacerdotes de Althena, que utilizan las estatuas mágicas de Althena para curar a la gente, y la ciudad voladora de Bane, en donde los magos viven y se entrenan. 

## Juegos
El primer juego en la serie fue Lunar: The Silver Star (Lunar: La Estrella De Plata) lanzado en 1992. Este juego cuenta la historia del último Dragonmaster, y la última encarnación humana de Althena. También hubo una adaptación de este juego para la sega, gba, ps1 y psp. 
Su secuela fue Lunar: Eternal Blue (Azul Eterno) en 1994, que ocurre sobre mil años más tarde, cuando Zophar vuelve y Lucía, un ser mágico designado por Althena para velar sobre la Estrella Azul, debe prevenir sus planes. 
Lunar: Walking School (La Escuela Caminante) fue un juego Lunar producido para la consola de juegos Sega Game Gear en 1995. Ocurre centenares de años antes de la historia de La Estrella de Plata, y la protagoniza una muchacha llamada Ellie que atiende a una escuela de magia y descubre un misterio. 
Lunar: Dragon Song (La Canción del Dragón) fue producida en 2005 para la Nintendo DS e implica otra encarnación de Althena, pero tiene lugar 1000 años antes de los acontecimientos de La Estrella De Plata. 
Cronológicamente, los juegos entrarían en esta orden: Canción del Dragón, Escuela Caminante, Estrella De Plata, y Azul Eterno. También ha habido historias originales de Lunar en manga, incluyendo una secuela de Azul Eterno que ocurre dos años más tarde.